# 321 Florentina
321 Florentina là một tiểu hành tinh ở vành đai chính. Nó thuộc nhóm tiểu hành tinh Koronis.
Tiểu hành tinh này do Johann Palisa phát hiện ngày 15.10.1891 ở Viên, và được đặt theo tên con gái của ông là Florentina.
Một nhóm các nhà thiên văn học, trong đó có Lucy d'Escoffier Crespo da Silva,đã đóng góp các dữ liệu vào việc phát hiện vectơ quay tròn xếp thẳng hàng trong nhóm tiểu hành tinh Kơronis, trong dó có "321 Florentina", dựa trên các quan sát thực hiện từ năm 1998 tới năm 2000. Công trình hợp tác này đã dẫn tới việc lập ra 61 đường cong ánh sáng vòng quay riêng mới, thêm vào các quan sát đã xuất bản trước đây.